# Berylliumoxid
Berylliumoxid (BeO), også kendt som beryllia, er en uorganisk forbindelse med den kemiske formel BeO. Dette farveløse, faste stof er en bemærkelsesværdig elektrisk isolator med en højere termisk ledningsevne end noget andet ikke-metal med undtagelse af diamant, og som ligefrem er bedre end de fleste metaller. Som et amorft faststof er berylliumoxid hvidt. Dets høje smeltepunkt har ført til dets brug som ildfast materiale. Det forekommer i naturen som mineralet bromellit. Historisk er berylliumoxid blevet kaldt glucina eller gluciniumoxid.

## Fodnoter
1. ↑  Greenwood, Norman N.; Earnshaw, A. (1997), Chemistry of the Elements (engelsk) (2nd udgave), Oxford: Butterworth-Heinemann, ISBN 0-7506-3365-4{{citation}}:  CS1-vedligeholdelse: Flere navne: authors list (link)
2. ↑  Raymond Aurelius Higgins (2006). Materials for Engineers and Technicians. Newnes. s. 301. ISBN 0-7506-6850-4.

| Kemi | Spire Denne artikel om kemi er en spire som bør udbygges. Du er velkommen til at hjælpe Wikipedia ved at udvide den. |